# Jan Kaczkowski (starosta)
Jan Kaczkowski (ur. 3 grudnia 1890 w Kutach, zm. 15 grudnia 1979 w Chicago) – oficer i urzędnik w okresie II Rzeczypospolitej.

## Życiorys
Urodził się 3 grudnia 1890 w Kutach, w rodzinie Franciszka i Antoniny z Gentnerów. Był uczniem gimnazjum państwowego w Kołomyi, które ukończył w 1910. Należał do Drużyn Bartoszowych i „Zarzewia”. W 1914 ukończył studia prawnicze na Uniwersytecie Lwowskim, tam w 1916 uzyskał tytuł naukowy doktora.
Po wybuchu I wojny światowej został wcielony do armii austriackiej, od października 1914 przebywał w szkole oficerów rezerwy, od 15 stycznia 1915 służył w 24 pułku piechoty. 21 marca 1915 został ciężko ranny, stracił lewe podudzie. Do służby czynnej powrócił w 1916. Po zakończeniu działań wojennych pracował jako aplikant sądowy w Stryju i w Kutach. 17 listopada 1919 został przyjęty do Wojska Polskiego. Służył w Wydziale Prawnym Dowództwa Okręgu Generalnego Lwów. 10 marca 1921 został przeniesiony do rezerwy. Został awansowany do stopnia kapitana rezerwy piechoty ze starszeństwem z dniem 1 czerwca 1919. W 1923, 1924 był oficerem rezerwowym 83 pułku piechoty w garnizonie Kobryń.
Od 1921 pracował w starostwie w Kosowie Pokuckim, jesienią 1923 w starostwie w Żydaczowie, od listopada 1923 do lutego 1927 w starostwie w Peczeniżynie. od lutego 1927 do sierpnia 1927 ponownie w starostwie w Kosowie Pokuckim, gdzie był zastępcą starosty. 9 sierpnia 1927 został kierownikiem starostwa powiatu zbaraskiego, 15 czerwca 1929 starostą powiatu zbaraskiego i z tego stanowiska od kwietnia 1931 został mianowany starostą powiatu brodzkiego. W marcu 1937 został starostą powiatu czortkowskiego i z tego stanowiska we wrześniu 1937 został mianowany starostą powiatu złoczowskiego drogą zamiany urzędów z dotychczasowym starostą złoczowskim Janem Płachtą. Od września 1938 do września 1939 był naczelnikiem Wydziału Ogólnego w Urzędzie Wojewódzkim w Tarnopolu.
Po wybuchu II wojny światowej został aresztowany przez władze sowieckie. Zwolniony w październiku 1941, wstąpił do Armii Andersa, następnie służył w Armii Polskiej na Wschodzie i Jednostkach Polskich na Wschodzie. Od listopada 1941 do co najmniej 1946 kierował Biurem Opieki nad Rodzinami Wojskowymi.
Po wojnie zamieszkał w USA, zmarł 15 grudnia 1979 w Chicago.

## Ordery i odznaczenia
- Złoty Krzyż Zasługi (11 listopada 1934)[11][12]
- Srebrny Krzyż Zasługi (1929)[13]